# 今岡均
今岡 均（いまおか ひとし、1959年1月28日 - ）は、岐阜県出身の元プロ野球選手（投手）。右投右打。

## 来歴・人物
中京商業高等学校では1975年、2年生の時にエースとして夏の甲子園に出場。1回戦で有賀佳弘捕手のいた早実高を完封するなど勝ち進み、準々決勝に進出。広島商の山村力人（東洋大－三菱重工広島）と投げ合うが完封負けを喫する。広島商には遊撃手の谷真一がいた。同年の全日本高校選抜チームによる米国西海岸・ハワイ遠征にも、チームメートの豊平晋一三塁手とともに選出される。翌1976年夏の県予選1回戦では、岐阜南高を相手にノーヒットノーランを達成するが、準々決勝で市岐阜商に惜敗。
1976年のドラフト会議で中日ドラゴンズにドラフト4位で指名され入団。1980年オフに自由契約となり、ロッテ・オリオンズに移籍するが、一軍公式戦の出場がないまま1982年限りで引退。打撃投手を務めた。

## 詳細情報

### 年度別投手成績
- 一軍公式戦出場無し

### 背番号
- 58 （1977年 - 1980年）
- 66 （1981年 - 1987年）